# 谷順成
谷 順成（たに じゅんせい、1994年8月4日 - ）は、岐阜県出身の自転車競技（ロードレース）選手で宇都宮ブリッツェンに所属。関西大学出身。

## 概要
順成という名前は、母親が京都の湯豆腐店「南禅寺順正」の湯豆腐ファンなので、名前は「じゅんせい」とし、漢字は名字の谷と組み合わせて感じが良い順成とした。岐阜市に生まれ、小学校4年生のときに6年生のバレーボールチームに入り県大会優勝。小学校5年生からはサッカーを始めた。中学校では全国ベスト8までになったが、岐阜県立各務原高等学校では県大会決勝戦で破れて全国大会は行けなかった。関西大学に進学し、1年の秋頃に大学内の書店でなんとなく手にとったサクリファイスを読み、ロードレースの世界を知り、関西大学に自転車部があったことも有り、大学生2年生からロードレースを始める。最後の全日本学生選手権チームロードレース大会で20位以内に入れればプロロードレーサーの道に進み、20位以下であったらプロの道は諦め就職しようと、就職活動もしていたが、目標の20位以内に入ったので、他大学の2年先輩がヴィクトワール広島にいたので、加入希望のコンタクトを依頼し、当時ヴィクトワール広島は若手育成方針でもあったため2017年シーズンより加入した。
那須ブラーゼンから宇都宮ブリッツェンへの移籍は、2022年3月に那須ブラーゼン代表の若杉厚仁より来季はチーム体制が変わるので、ステップアップのために移籍してもいいと言われたので、特にコンタクトとかはとらずに他のチームもみていると、ブリッツェンの次期監督就任が決まっていた西村大輝より声がかかり移籍が実現した。
2024年1月16日、アマチュアの女子サッカー選手大美賀華子と結婚したことをSNSで報告した。

## 戦歴
- 2014-2016　関西大学自転車部

| 2016年 | 全日本大学対抗選手権自転車競技大会ロードレース 14位 |
| 2016年 | 舞洲タイムトライアル E3 1位                         |
| 2016年 | 輪島ロードE2 2位                                    |

- 2017年ヴィクトワール広島に加入し同年3月に広島で行われた西日本チャレンジで国内トップチームであるシマノレーシングと対等に戦い、見事4位を獲得した。[7]その後、Jプロツアーデビュー戦であるクリテリウムは予選落ちしたものの、次の日に行われたロードレースでは10位と大健闘をした。

- 2019年シーズンは引き続きヴィクトワール広島に所属し、群馬CSC戦day1にて初優勝、チームにとっても発足5年目での優勝。
- 2020年シーズンより、那須ブラーゼンに移籍。
- 2021年ツアー・オブ・ジャパンで総合9位を獲得。秋吉台カルストロードレースで3位。
- 2023年シーズンより、宇都宮ブリッツェンに移籍しキャプテンに就任。